# Oudhuizen
Oudhuizen est une ancienne commune néerlandaise et un ancien village de la province d'Utrecht.
Du 1er janvier 1812 au 1er janvier 1818, la commune était déjà rattachée à Wilnis.
Oudhuizen était composée du village du même nom et du hameau de De Geer. En 1840, la commune comptait 50 maisons et 420 habitants.
Le 8 septembre 1857 Oudhuizen est rattaché à Wilnis. L'ancien village du même nom fait de nos jours partie intégrante de l'agglomération de Wilnis.